# قراز مقرن
 قراز مقرّن (الاسم العلمي:Pauxi unicornis) هو نوع من الطيور يتبع جنس القراز بوكسي من فصيلة القرازية.